# Marestella Sunang
Marestella Sunang (* 20. Februar 1981 in San Jose als Marestelle Torres) ist eine philippinische Leichtathletin, die sich auf den Weitsprung spezialisiert hat.

## Sportliche Laufbahn
Erste Erfahrungen bei internationalen Wettbewerben sammelte Marestella Sunang bei den Juniorenasienmeisterschaften 1999 in Singapur, bei denen sie mit 6,03 m den vierten Platz belegte. Im Jahr darauf nahm sie an den Juniorenweltmeisterschaften in Santiago de Chile teil, bei denen sie über 100 Meter an den Start ging und mit 12,55 s in der ersten Runde ausschied. 2002 gewann sie bei den Asienmeisterschaften in Colombo mit 6,40 m die Bronzemedaille hinter der Kasachin Jelena Koschtschejewa und ihrer Landsfrau Lerma Gabito und belegte bei den Asienspielen in Busan mit 6,08 m den sechsten Platz. Ein Jahr später wurde sie mit 6,34 m Vierte bei den Asienmeisterschaften in Manila und Anfang Dezember belegte sie bei den Südostasienspielen in Hanoi Rang vier. Zwei Jahre später gewann sie bei den Südostasienspielen in Manila mit 6,47 m die Goldmedaille sowie mit 6,63 m Silber bei den Asienmeisterschaften in Incheon hinter der Inderin Anju Bobby George. Zudem qualifizierte sie sich zum ersten Mal für die Weltmeisterschaften in Helsinki, bei denen sie mit 6,46 m in der Qualifikation ausschied. 2006 nahm sie erneut an den Asienspielen in Doha teil und wurde dort mit 6,25 m erneut Sechste. 2007 wurde sie erneut Südostasienmeisterin im Weitsprung in Nakhon Ratchasima und nahm im 100-Meter-Lauf an den Weltmeisterschaften in Osaka teil, schied dort aber mit 12,44 s in der ersten Runde aus. 2008 erfolgte die erste Teilnahme an den Olympischen Spielen in Peking, bei denen sie sich mit 6,17 m aber auch nicht für das Finale qualifizierte.
2009 siegte sie bei den Südostasienspielen in Vientiane mit 6,68 m zum dritten Mal in Folge und siegte auch bei den Asienmeisterschaften in Guangzhou mit 6,51 m. Bei den Weltmeisterschaften in Berlin gelangte sie mit 6,22 m erneut nicht in das Finale. 2010 nahm sie an den Hallenweltmeisterschaften in Doha teil und sprang dort in der Qualifikation 6,06 m. Ende November belegte sie bei den Asienspielen in Guangzhou mit 6,49 m den vierten Platz. Bei den Asienmeisterschaften 2011 in Kōbe wurde sie mit 6,35 m Fünfte. Hingegen siegte sie bei den Südostasienspielen in Palembang mit neuem Landesrekord von 6,71 m. Bei ihren vierten Weltmeisterschaften in Daegu verpasste sie ein weiteres Mal den Finaleinzug und sprang in der Qualifikation auf 6,31 m. 2012 nahm sie an den Hallenweltmeisterschaften in Istanbul teil und sprang dort 5,98 m. Bei den Olympischen Spielen in London reichten 6,22 m in der Qualifikation zu Rang 22. 2014 nahm sie zum vierten Mal an den Asienspielen in Incheon teil, ihr glückte aber im Wettkampf kein einziger gültiger Versuch. 2015 gewann sie mit 6,41 m die Bronzemedaille bei den Südostasienspielen in Singapur hinter der Indonesierin Maria Natalia Londa und Bùi Thị Thu Thảo aus Vietnam.
2016 belegte sie bei den Hallenasienmeisterschaften in Doha mit 6,03 m den achten Platz und verbesserte in der Freiluftsaison ihren eigenen Landesrekord um einen Zentimeter auf 6,72 m und qualifizierte sich damit für ihre dritten Olympischen Spiele in Rio de Janeiro. Dort sprang sie erneut 6,22 m und schied damit abermals in der Qualifikation aus. 2017 nahm sie an Asienmeisterschaften in Bhubaneswar teil und belegte dort mit 6,20 m den fünften Platz. Bei den Südostasienspielen in Kuala Lumpur gewann sie mit 6,45 m die Bronzemedaille hinter der Vietnamesin Bùi und Londa aus Indonesien. Anfang September belegte sie bei den Asian Indoor & Martial Arts Games in Aşgabat mit 5,97 m ebenfalls den fünften Platz. Im August 2018 erfolgte ihre fünfte Teilnahme an den Asienspielen in Jakarta, bei denen sie mit 6,15 m den neunten Platz belegte. Im Jahr darauf wurde sie dann bei den Südostasienspielen in Capas mit einer Weite von 6,16 m Vierte und 2022 gelangte sie bei den Südostasienspielen in Hanoi mit 5,92 m auf Rang sechs.
2003, 2004 und 2005 sowie 2018 wurde Sunang philippische Meisterin im Weitsprung sowie 2004 auch im Dreisprung. In den Jahren 2013 und pausierte sie und brachte dort ihren Sohn zur Welt. Ihr Ehemann ist der ehemalige philippinische Kugelstoßer Eliezer Sunang. Sie absolvierte ein Studium an der Far Eastern University in Manila.

## Persönliche Bestleistungen
- 100 Meter: 12,44 s (−0,8 m/s), 26. August 2007 in Osaka
- Weitsprung: 6,72 m (+0,8 m/s), 4. Juli 2016 in Almaty (philippinischer Rekord)
  - Weitsprung (Halle): 6,06 m, 13. März 2010 in Doha
- Dreisprung: 12,67 m (−0,5 m/s), 3. Juni 2004 in Manila